# Георги Златарев
Георги Златарев е български актьор и театър-майстор.

## Биография
Роден е в Пловдив през 1870 г. Дебютира през 1885 г. в Пловдивската театрална трупа на Стоян Попов. През 1887-1888 г. играе в Пловдивската любителска театрална трупа. Той е един от учредителите на театър „Основа“. По-късно работи като актьор, гардеробиер, декоратор и реквизитор в Драматическото отделение на Столичната драматическо-оперна трупа, както и в „Сълза и смях“. През 1905-1906 г. се подготвя за театър-майстор в Чехия, Австрия и Германия. От основаването на Народния театър до 1908 г. е първият театър-майстор в него. Почива на 20 март 1952 г. в София.

## Роли
Георги Златарев играе множество роли, по-значимите са:
- Добчински – „Ревизор“ на Николай Гогол
- Анучкин – „Женитба“ на Николай Гогол
- Д-р Ненов – „Годеж“ на Аугуст фон Коцебу
- Де Мане – „Двете сирачета“ на Адолф д'Енери и Йожен Кормон[1]